# Andorra ved vinter-PL 2018
Andorra deltog ved vinter-PL 2018 i Pyeongchang i Sydkorea i perioden 9.-18. marts 2018. De konkurrerede i para-alpin skiløb. Landet var første gang med til et vinter-PL i 2002.

## Medaljer
| 2018 Pyeongchang | Guld | Sølv | Bronze | Total |
| Andorra          | 0    | 0    | 0      | 0     |